# 山﨑秀樹
山﨑 秀樹（やまさき ひでき、1974年5月10日 - ）は劇団青年座所属の俳優。福岡県出身。福岡県立城南高等学校、西南学院大学商学部卒業。青年座研究所24期卒。身長172cm・体重78kg。趣味は野球。

## 出演

### 舞台
- 俺たちは志士じゃない
- 明治の柩
- 雨
- 奇跡のメロディ 渡辺はま子物語

### テレビドラマ
- 義経 - 楯六郎 役
- 切支丹道
- 成寺
- アリバイの彼方に3
- 武蔵 MUSASHI
- やまとなでしこ
- ストレートニュース
- 北アルプス山岳救助隊・紫門一鬼2
- 篝警部補の事件簿 - 谷村刑事 役
- 新・愛の嵐
- ウルトラマンネクサス - 警官 役
- 花衣夢衣 - 紋家の西山 役
- 燃えよ虫拳 - 弟子 役
- 潔癖クンの殺人ファイル2
- 嫌われ監察官 音無一六 season1 第1話（2022年5月6日、テレビ東京）
- 初恋の悪魔 第4話（2022年8月6日、日本テレビ）[1]
- 仮面ライダーギーツ 第10話（2022年11月13日、テレビ朝日）
- シガテラ 第3話（2023年4月22日、テレビ東京）
- クラスメイトの女子、全員好きでした 第4話（2024年8月2日、読売テレビ・日本テレビ系） - ゲイバー店員 役
- ホットスポット 第7話（2025年2月23日、日本テレビ系） - 『月曜から夜更かし』スタッフ役
- 連続テレビ小説 あんぱん 第50回（2025年6月6日、NHK総合） - 准尉 役

### ラジオドラマ
- 青春アドベンチャー（NHK-FM）
  - 「夜露姫」（2018年6月4日 - 15日）[2]
- 特集オーディオドラマ（NHK-FM）
  - 「1975年に生まれて」（2025年3月22日）[3] - ウエダ 役

### 映画
- 釣りバカ日誌18
- 赤い月

### 吹き替え
- SSU
- エンド・オブ・デイズ※ビデオ版
- 案山子男2/復讐の雄叫び
- 黒武者
- ザ・ハリケーン※ビデオ版
- サンフランシスコ地震
- シックス・デイ（バーチャル精神科医）※ビデオ版
- メダリオン

### モーションアクター
- ファイナルファンタジーX（2001年7月19日、PS2） - ジェクト